# Campionati mondiali di nuoto in acque libere 2000
I I Campionati del Mondo di Nuoto in acque libere FINA si sono svolti ad Honolulu, nelle Hawaii (Stati Uniti d'America), dal 29 ottobre al 4 novembre 2000. Come campo di gara è stato usato un circuito di 5 km nel mare antistante Waikiki beach.
Si sono disputate le seguenti gare:
- Martedì 31 ottobre la 5 km femminile e quella maschile alle 11h 00, 33 iscritti e 32 al via.
- Giovedì 2 novembre alle 07h 30 la 10 km maschile; quella femminile alle 11h 30.
- Sabato 4 novembre la 25 km maschile alle 08h 00: quella femminile alle 08h 30.

Sono stati assegnati anche tre titoli misti a squadre, per i 5, i 10 e i 25 km; la classifica è stata stilata sommando i tempi ottenuti nella gara individuale dei migliori due nuotatori e della migliore nuotatrice di ogni nazione, altrimenti le due migliori nuotatrici e il miglior nuotatore, sempre se il paese ha tre atleti classificati in quella gara.

## Medagliere
| Posizione | Paese       | O | A | B | totale |
| --------- | ----------- | - | - | - | ------ |
| 1         | Russia      | 3 | 2 | 2 | 7      |
| 2         | Germania    | 2 | 0 | 3 | 5      |
| 3         | Paesi Bassi | 2 | 0 | 0 | 2      |
| 4         | Italia      | 1 | 3 | 2 | 6      |
| 5         | Spagna      | 1 | 2 | 0 | 3      |
| 6         | Stati Uniti | 0 | 1 | 1 | 2      |
| 7         | Bulgaria    | 0 | 1 | 0 | 1      |
| 8         | Francia     | 0 | 0 | 1 | 1      |
| totale    |             | 9 | 9 | 9 | 27     |

## Risultati

### Uomini

#### 5km individuale
S= il tempo vale per la gara a squadre
| Classifica   | Nome                    | Nazione                       | Tempo       | Punti |
| 1            | Evgeni Bezruchenko      | Russia                        | 59'18"23    | 18 S  |
| ------------ | ----------------------- | ----------------------------- | ----------- | ----- |
| 2            | David Meca              | Spagna                        | 59'20"64    | 16    |
| 3            | Luca Baldini            | Italia                        | 59'20"86    | 14 S  |
| 4            | Fabio Venturini         | Italia                        | 59'22"17    | 12 S  |
| 5            | Aleksey Akatyev         | Russia                        | 59'29"46    | 10 S  |
| 6            | Christof Wandratsch     | Germania                      | 59'29"69    | 8 S   |
| 7            | Ky Hurst                | Australia                     | 59'40"37    | 6 S   |
| 8            | John Flanagan           | Stati Uniti                   | 59'40"67    | 5 S   |
| 9            | Stéphane Lecat          | Francia                       | 59'45"43    | 4 S   |
| 10           | Maarten van der Weijden | Paesi Bassi                   | 59'50"35    | 3 S   |
| 11           | Ben Hoffman             | Germania                      | 59'51"78    | 2 S   |
| 12           | Petar Stoychev          | Bulgaria                      | 59'54"42    | 1     |
| 13           | Steven McLeod           | Stati Uniti                   | 59'54'44    | -- S  |
| 14           | Emmanuel Poissier       | Francia                       | 1h 00'18"09 | -- S  |
| 15           | Stephen Penfold         | Australia                     | 1h 00'20"60 | -- S  |
| 16           | Carl Gordon             | Nuova Zelanda                 | 1h 00'29"65 | --    |
| 17           | Adrian Andermatt        | Svizzera                      | 1h 00'31"68 | --    |
| 18           | Scott Shepherd          | Nuova Zelanda                 | 1h 00'52"78 | --    |
| 19           | Pavel Srb               | Rep. Ceca                     | 1h 01'12"16 | --    |
| 20           | Kurt Niehaus            | Costa Rica                    | 1h 01'14"40 | --    |
| 21           | Gonzalo Díaz            | Argentina                     | 1h 01'49"68 | -- S  |
| 22           | Hiroki Hikida           | Giappone                      | 1h 01'57"50 | --    |
| 23           | Tim Cowan               | Canada                        | 1h 02'42"90 | -- S  |
| 24           | Greg Orphanides         | Regno Unito                   | 1h 03'22"66 | -- S  |
| 25           | Miodrag Vašić           | Jugoslavia                    | 1h 03'43"86 | --    |
| 26           | Matthew Kaiser          | Regno Unito                   | 1h 06'17"83 | -- S  |
| 27           | Carl Probert            | Figi                          | 1h 07'03"33 | --    |
| 28           | Ákos Győrffy            | Ungheria                      | 1h 07'40"51 | --    |
| 29           | Shaune Fraser           | Isole Cayman                  | 1h 07'40"76 | --    |
| 30           | Adolfo Rivadeneira      | Ecuador                       | 1h 08'03"40 | --    |
| 31           | Seung Gin Lee           | Isole Marianne Settentrionali | 1h 08'11"91 | --    |
| non partito  | Rafael Peréz            | Argentina                     | --          | --    |
| squalificato | Márton Tószegi          | Ungheria                      | --          | --    |

#### 10km individuale
S= il tempo vale per la gara a squadre
| Classifica   | Nome                    | Nazione       | Tempo       | Punti |
| 1            | David Meca              | Spagna        | 1h 57'10"50 | 18    |
| ------------ | ----------------------- | ------------- | ----------- | ----- |
| 2            | Petar Stoychev          | Bulgaria      | 1h 57'14"44 | 16    |
| 3            | Evgeni Bezruchenko      | Russia        | 1h 57'15"02 | 14 S  |
| 4            | Christof Wandratsch     | Germania      | 1h 57'15"46 | 12 S  |
| 5            | Emmanuel Poissier       | Francia       | 1h 57'16"08 | 10    |
| 6            | Ben Hanley              | Stati Uniti   | 1h 57'16"62 | 8 S   |
| 7            | Vladimir Diatchin       | Russia        | 1h 57'17"12 | 6 S   |
| 8            | Carl Gordon             | Nuova Zelanda | 1h 57'17"24 | 5     |
| 9            | Maarten van der Weijden | Paesi Bassi   | 1h 57'17"40 | 4 S   |
| 10           | Scott Shepherd          | Nuova Zelanda | 1h 57'17"86 | 3     |
| 11           | Matt Martin             | Stati Uniti   | 1h 57'30"77 | 2 S   |
| 12           | Andres Maurer           | Germania      | 1h 57'33"59 | 1 S   |
| 13           | Simone Ercoli           | Italia        | 1h 57'45"47 | --    |
| 14           | Mark Saliba             | Australia     | 1h 58'12"84 | -- S  |
| 15           | Miodrag Vašić           | Jugoslavia    | 1h 58'13"80 | --    |
| 16           | Guilherme Bier          | Brasile       | 1h 58'14"69 | --    |
| 17           | Adrian Andermatt        | Svizzera      | 2h 00'55"39 | --    |
| 18           | Tim Cowan               | Canada        | 2h 01'22"34 | -- S  |
| 19           | Carlos Pavo             | Brasile       | 2h 01'23"39 | --    |
| 20           | David Bilodeau          | Canada        | 2h 01'24"02 | -- S  |
| 21           | Leigh Bool              | Australia     | 2h 03'19"92 | -- S  |
| 22           | Gonzalo Díaz            | Argentina     | 2h 13'10"22 | -- S  |
| 23           | Balázs Cselényi         | Ungheria      | 2h 13'10"60 | -- S  |
| 24           | Márton Tószegi          | Ungheria      | 2h 17'11"19 | -- S  |
| 25           | Mihajlo Ristovski       | Macedonia     | 2h 17'33"44 | --    |
| 26           | Rafael Peréz            | Argentina     | 2h 19'29"63 | -- S  |
| 27           | Chintan Patel           | India         | 2h 45'57"24 | --    |
| 28           | Prateek Bhargava        | India         | 3h 05'22"56 | --    |
| squalificato | Samuele Pampana         | Italia        | --          | [ 1 ] |

#### 25km individuale
S= il tempo vale per la gara a squadre
| Classifica | Nome               | Nazione     | Tempo       | Punti |
| 1          | Yuri Kudinov       | Russia      | 4h 55'51"12 | 18 S  |
| ---------- | ------------------ | ----------- | ----------- | ----- |
| 2          | David Meca         | Spagna      | 4h 56'11"42 | 16    |
| 3          | Aleksei Akatyev    | Russia      | 4h 57'03"12 | 14 S  |
| 4          | Claudio Gargaro    | Italia      | 4h 57'18"36 | 12 S  |
| 5          | Stéphane Gomez     | Francia     | 4h 57'23"34 | 10 S  |
| 6          | Fabio Fusi         | Italia      | 4h 58'09"26 | 8 S   |
| 7          | Gabriel Chaillou   | Argentina   | 4h 58'25"79 | 6 S   |
| 8          | Stéphane Lecat     | Francia     | 4h 59'49"51 | 5 S   |
| 9          | Mark Saliba        | Australia   | 5h 00'15"12 | 4 S   |
| 10         | Andre Wilde        | Germania    | 5h 01'00"12 | 3 S   |
| 11         | Liam Weseloh       | Canada      | 5h 02'16"81 | 2 S   |
| 12         | Simon Chocron      | Venezuela   | 5h 04'22"62 | 1     |
| 13         | Mark Leonard       | Stati Uniti | 5h 06'24"72 | -- S  |
| 14         | Miodrag Vašić      | Jugoslavia  | 5h 08'37"24 | --    |
| 15         | Josh Santacaterina | Australia   | 5h 12'21"08 | -- S  |
| 16         | John Kenny         | Stati Uniti | 5h 18'40"44 | -- S  |
| 17         | Christian Hansmann | Germania    | 5h 20'54"91 | -- S  |
| 18         | Pavel Srb          | Rep. Ceca   | 5h 31'08"54 | --    |
| 19         | Hiroki Hikida      | Giappone    | 5h 36'52"23 | --    |
| 20         | Balázs Cselényi    | Ungheria    | 5h 41'59"10 | --    |
| 21         | Gregory Fuentes    | Ecuador     | 5h 42'05"85 | --    |
| 22         | Georgios Tsianos   | Grecia      | 5h 45'34"08 | --    |
| 23         | Dave Ling          | Canada      | 5h 48'20"89 | -- S  |
| 24         | Rafael Peréz       | Argentina   | 6h 02'01"80 | -- S  |
| ritirato   | Tomi Stefanovski   | Macedonia   | --          | --    |
| ritirato   | Petar Stoychev     | Bulgaria    | --          | --    |

### Donne

#### 5km individuale
S= il tempo vale per la gara a squadre
| Classifica | Nome                 | Nazione      | Tempo       | Punti |
| 1          | Peggy Büchse         | Germania     | 1h 02'36"29 | 18 S  |
| ---------- | -------------------- | ------------ | ----------- | ----- |
| 2          | Kalyn Keller         | Stati Uniti  | 1h 02'40"42 | 16 S  |
| 3          | Viola Valli          | Italia       | 1h 02'41"18 | 14 S  |
| 4          | Edith van Dijk       | Paesi Bassi  | 1h 02'43"00 | 12 S  |
| 5          | Valeria Casprini     | Italia       | 1h 02'43"27 | 10    |
| 6          | Britta Kamrau        | Germania     | 1h 02'45"13 | 8     |
| 7          | Irina Abyssova       | Russia       | 1h 02'46"96 | 6 S   |
| 8          | Annie Stein          | Stati Uniti  | 1h 02'47"34 | 5     |
| 9          | Olga Guseva          | Russia       | 1h 02'49"24 | 4     |
| 10         | Brooke Townsend      | Australia    | 1h 02'49"68 | 3 S   |
| 11         | Hayley Lewis         | Australia    | 1h 03'15"70 | 2     |
| 12         | Karley Stutzel       | Canada       | 1h 04'30"51 | 1 S   |
| 13         | Etta van der Weijden | Paesi Bassi  | 1h 04'34"73 | -- S  |
| 14         | Jana Pechanová       | Rep. Ceca    | 1h 04'35"07 | --    |
| 15         | Audry Boitte         | Francia      | 1h 04'37"02 | -- S  |
| 16         | Paula Wood           | Regno Unito  | 1h 04'38"63 | -- S  |
| 17         | Marieke Theunissen   | Sudafrica    | 1h 04'50"94 | --    |
| 18         | Viviane Motti        | Brasile      | 1h 04'51"27 | --    |
| 19         | Cindy Persoons       | Belgio       | 1h 04'55"00 | --    |
| 20         | Celeste Puñet        | Argentina    | 1h 05'03"87 | -- S  |
| 21         | Jenny Fuentes        | Venezuela    | 1h 07'11"20 | --    |
| 22         | Pilar Geijo          | Argentina    | 1h 07'21"54 | -- S  |
| 23         | Jennifer Coombs      | Canada       | 1h 07'38"33 | -- S  |
| 24         | Kaitlyn Elphinstone  | Isole Cayman | 1h 08'02"30 | --    |

#### 10km individuale
S= il tempo vale per la gara a squadre
| Classifica   | Nome                 | Nazione     | Tempo       | Punti |
| 1            | Edith van Dijk       | Paesi Bassi | 2h 06'44"44 | 18 S  |
| ------------ | -------------------- | ----------- | ----------- | ----- |
| 2            | Melissa Pasquali     | Italia      | 2h 07'38"85 | 16    |
| 3            | Peggy Büchse         | Germania    | 2h 08'00"30 | 14 S  |
| 4            | Brooke Townsend      | Australia   | 2h 08'16"11 | 12 S  |
| 5            | Etta van der Weijden | Paesi Bassi | 2h 08'47"52 | 10 S  |
| 6            | Paula Wood           | Regno Unito | 2h 08'51"85 | 8     |
| 7            | Dawn Heckman         | Stati Uniti | 2h 08'52"42 | 6 S   |
| 8            | Irina Abysova        | Russia      | 2h 09'01"81 | 5 S   |
| 9            | Trudee Hutchinson    | Australia   | 2h 09'07"11 | 4     |
| 10           | Karley Stutzel       | Canada      | 2h 09'40"38 | 3 S   |
| 11           | Jana Pechanová       | Rep. Ceca   | 2h 11'14"01 | 2     |
| 12           | Pilar Geijo          | Argentina   | 2h 11'15"52 | 1 S   |
| 13           | Eszter Balázs        | Ungheria    | 2h 12'28"92 | -- S  |
| 14           | Jennifer Coombs      | Canada      | 2h 21'07"43 | --    |
| 15           | Biljana Coković      | Macedonia   | 2h 44'09"92 | --    |
| squalificata | Ekaterina Gavryutina | Russia      | --          | --    |
| squalificata | Angela Maurer        | Germania    | --          | [ 2 ] |
| squalificata | Megan Ryther         | Stati Uniti | --          | --    |
| ritirata     | Cindy Persoons       | Belgio      | --          | --    |
| non partita  | Viviane Motti        | Brasile     | --          | --    |
| non partita  | Celeste Punet        | Argentina   | --          | --    |
| non partita  | Fabiana Uyvary       | Brasile     | --          | --    |

#### 25km individuale
S= il tempo vale per la gara a squadre
| Classifica  | Nome                 | Nazione     | Tempo       | Punti |
| 1           | Edith van Dijk       | Paesi Bassi | 5h 30'04"07 | 18    |
| ----------- | -------------------- | ----------- | ----------- | ----- |
| 2           | Viola Valli          | Italia      | 5h 30'06"06 | 16 S  |
| 3           | Angela Maurer        | Germania    | 5h 30'08"06 | 14 S  |
| 4           | Natalia Pankina      | Russia      | 5h 31'25"25 | 12 S  |
| 5           | Valeria Casprini     | Italia      | 5h 32'01"82 | 10    |
| 6           | Regan Scheiber       | Stati Uniti | 5h 32'11"15 | 8 S   |
| 7           | Britta Kamrau        | Germania    | 5h 33'13"91 | 6     |
| 8           | Olga Guseva          | Russia      | 5h 33'53"62 | 5     |
| 9           | Audry Boitte         | Francia     | 5h 38'42"88 | 4 S   |
| 10          | Briley Bergen        | Stati Uniti | 5h 52'01"82 | 3     |
| 11          | Shelley Clark        | Australia   | 5h 58'36"06 | 2 S   |
| 12          | Melissa Irwin        | Australia   | 6h 07'28"28 | 1     |
| 13          | Celeste Puñet        | Argentina   | 6h 06'52"15 | -- S  |
| 14          | Eszter Balázs        | Ungheria    | 6h 07'55"28 | --    |
| 15          | Maxime Mentha        | Canada      | 6h 19'51"00 | -- S  |
| 16          | Nadia Bolduc         | Canada      | 6h 39'28"50 | --    |
| ritirata    | Etta van der Weijden | Paesi Bassi | --          | --    |
| non partita | Pilar Geijo          | Argentina   | --          | --    |

### A squadre (misti)

#### 5km a squadre
| Classifica | Nazione     | Tempo totale | Nomi e tempi                       | Nomi e tempi                    | Nomi e tempi                       |
| 1          | Italia      | 3h 01'24"74  | Luca Baldini - 59'20"86            | Fabio Venturini - 59'22"71      | Viola Valli - 1h 02'41"18          |
| ---------- | ----------- | ------------ | ---------------------------------- | ------------------------------- | ---------------------------------- |
| 2          | Russia      | 3h 01'34"65  | Evgeni Bezruchenko - 59'18"23      | Aleksey Akatyev - 59'29"46      | Irina Abyssova - 1h 02'46"96       |
| 3          | Germania    | 3h 01'57"76  | Christof Wandratsch - 59'29"69     | Ben Hoffman - 59'51"78          | Peggy Büchse - 1h 02'36"29         |
| 4          | Stati Uniti | 3h 02'15"53  | John Flanagan - 59'40"67           | Steven McLeod - 59'54"44        | Kaylin Keller - 1h 02'40"42        |
| 5          | Australia   | 3h 02'50"65  | Ky Hurst - 59'40"37                | Stephen Penfold - 1h 00'20"60   | Brooke Townsend - 1h 02'49"68      |
| 6          | Francia     | 3h 04'40"54  | Stéphane Lecat - 59'45"43          | Emmanuel Poissier - 1h 00'18"09 | Audry Boitte - 1h 04'37"02         |
| 7          | Paesi Bassi | 3h 07'08"08  | Maarten van der Weijden - 59'50"35 | Edith van Dijk - 1h 02'43"00    | Etta van der Weijden - 1h 04'34"73 |
| 8          | Argentina   | 3h 14'15"09  | Gonzalo Díaz - 1h 01'49"68         | Celeste Puñet - 1h 05'03"87     | Pilar Geijo - 1h 07'21"54          |
| 9          | Regno Unito | 3h 14'19"12  | Greg Orphanides - 1h 03'22"66      | Matthew Kaiser - 1h 06'17"83    | Paula Wood - 1h 04'38"63           |
| 10         | Canada      | 3h 14'51"74  | Tim Cowan - 1h 02'42"90            | Karley Stutzel - 1h 04'30"51    | Jennifer Coombs - 1h 07'38"33      |

#### 10km a squadre
| Classifica | Nazione     | Tempo totale | Nomi e tempi                          | Nomi e tempi                    | Nomi e tempi                       |
| 1          | Germania    | 6h 03'03"64  | Christof Wandratsch - 1h 57'15"46     | Andres Maurer - 1h 57'33"59     | Peggy Büchse - 2h 08'14"59         |
| ---------- | ----------- | ------------ | ------------------------------------- | ------------------------------- | ---------------------------------- |
| 2          | Russia      | 6h 03'33"95  | Evgeni Bezruchenko - 1h 57'15"02      | Vladimir Diatchin - 1h 57'17"12 | Irina Abyssova - 2h 09'01"81       |
| 3          | Stati Uniti | 6h 03'39"81  | Ben Hanley - 1h 57'16"62              | Matt Martin - 1h 57'30"77       | Dawn Heckman - 2h 08'52"42         |
| 4          | Australia   | 6h 09'48"87  | Mark Saliba - 1h 58'12"84             | Leigh Bool - 2h 03'19"92        | Brooke Townsend - 2h 08'16"11      |
| 5          | Canada      | 6h 12'26"74  | Tim Cowan - 2h 01'22"34               | David Bilodeau - 2h 01'24"02    | Karley Stutzel - 2h 09'40"38       |
| 6          | Paesi Bassi | 6h 12'49"36  | Maarten van der Weijden - 1h 57'17"40 | Edith van Dijk - 2h 06'44"44    | Etta van der Weijden - 2h 08'47"52 |
| 7          | Ungheria    | 6h 42'50"71  | Balázs Cselényi - 2h 13'10"60         | Márton Tószegi - 2h 17'11"19    | Eszter Balász - 2h12 28'92"        |
| 8          | Argentina   | 6h 43'55"37  | Gonzalo Díaz - 2h 13'10"22            | Rafael Peréz - 2h 19'29"63      | Pilar Geijo - 2h 11'15"52          |

#### 25km a squadre
| Classifica | Nazione     | Tempo totale | Nomi e tempi                   | Nomi e tempi                     | Nomi e tempi                  |
| 1          | Russia      | 15h 24'19"59 | Yuri Kudinov - 4h 55'51"12     | Aleksey Akatyev - 4h 57'03"12    | Natalia Pankina - 5h 31'25"25 |
| ---------- | ----------- | ------------ | ------------------------------ | -------------------------------- | ----------------------------- |
| 2          | Italia      | 15h 25'33"68 | Claudio Gargaro - 4h 57'18"36  | Fabio Fusi - 4h 58'09"26         | Viola Valli - 5h 30'06"06     |
| 3          | Francia     | 15h 35'55"73 | Stéphane Gomez - 4h 57'23"34   | Stéphane Lecat - 4h 59'49"51     | Audy Boitte - 5h 38'42"88     |
| 4          | Germania    | 15h 52'03"09 | Andre Wilde - 5h 01'00"12      | Christian Hansmann - 5h 20'54"91 | Angela Maurer - 5h 30'08"06   |
| 5          | Stati Uniti | 15h 57'16"31 | Mark Leonard - 5h 06'24"72     | John Kenny - 5h 18'40"44         | Regan Scheiber - 5h 32'11"15  |
| 6          | Australia   | 16h 11'12"26 | Mark Saliba - 5h 00'15"12      | Josh Santacaterina - 5h 12'21"08 | Shelley Clark - 5h 58'36"06   |
| 7          | Argentina   | 17h 07'19"74 | Gabriel Chaillou - 4h 58'25"79 | Rafael Peréz - 6h 02'01"80       | Celeste Puñet - 6h 06'52"15   |
| 8          | Canada      | 17h 10'28"70 | Liam Wesloh - 5h 02'16"81      | Dave Ling - 5h 48'20"89          | Maxime Mentha - 6h 19'51"00   |

## Trofeo dei campionati
Il trofeo dei campionati mondiali di nuoto di fondo viene assegnato alla nazione che ottiene, nel complesso, i migliori piazzamenti: viene stilata una classifica a punti per i primi 12 classificati di ciascuna gara e i punti vengono sommati senza scarti, facendo poi il totale dei punti ottenuti nelle gare maschili e in quelle femminili si ottiene la classifica finale. Sono stati assegnati due trofei, uno per sesso. I punti vengono assegnati così (dal primo al dodicesimo posto:) 18, 16, 14, 12, 10, 8, 6, 5, 4, 3, 2, 1. Se due o più nuotatori arrivano a pari merito viene calcolata la media dei punti assegnati per quelle posizioni.
- Maschile

| posto | Paese         | 5 km | 10 km | 25 km | Totale |
| 1     | Russia        | 28   | 20    | 32    | 80     |
| ----- | ------------- | ---- | ----- | ----- | ------ |
| 2     | Spagna        | 16   | 18    | 16    | 50     |
| 3     | Italia        | 26   | 0     | 20    | 46     |
| 4     | Francia       | 4    | 10    | 15    | 29     |
| 5     | Germania      | 10   | 13    | 3     | 26     |
| 6     | Bulgaria      | 1    | 16    | 0     | 17     |
| 7     | Stati Uniti   | 5    | 10    | 0     | 15     |
| 8     | Australia     | 6    | 0     | 4     | 10     |
| 9     | Nuova Zelanda | 0    | 8     | 0     | 8      |
| 10    | Paesi Bassi   | 3    | 4     | 0     | 7      |
| 11    | Argentina     | 0    | 0     | 6     | 6      |
| 12    | Canada        | 0    | 0     | 2     | 2      |
| 13    | Venezuela     | 0    | 0     | 1     | 1      |

- Femminile

| posto | Paese       | 5 km | 10 km | 25 km | Totale |
| 1     | Italia      | 24   | 16    | 26    | 66     |
| ----- | ----------- | ---- | ----- | ----- | ------ |
| 2     | Germania    | 26   | 14    | 20    | 60     |
| 3     | Paesi Bassi | 12   | 28    | 18    | 58     |
| 4     | Stati Uniti | 21   | 6     | 11    | 38     |
| 5     | Russia      | 10   | 5     | 17    | 32     |
| 6     | Australia   | 5    | 16    | 3     | 24     |
| 7     | Regno Unito | 0    | 8     | 0     | 8      |
| 8     | Canada      | 1    | 3     | 0     | 4      |
| 9     | Francia     | 0    | 0     | 4     | 4      |
| 10    | Rep. Ceca   | 0    | 2     | 0     | 2      |
| 11    | Argentina   | 0    | 1     | 0     | 1      |